# Bénouville (Calvados)
Bénouville (benuvilⓘ) – miejscowość i gmina we Francji, w regionie Normandia, w departamencie Calvados.
Według danych na rok 1990 gminę zamieszkiwało 1258 osób, a gęstość zaludnienia wynosiła 238 osób/km² (wśród 1815 gmin Dolnej Normandii Bénouville plasuje się na 180. miejscu pod względem liczby ludności, natomiast pod względem powierzchni na miejscu 860.).

## Zabytki
- Zamek Bénouville
- Most Pegaza

## Miasto partnerskie
- Lynton and Lynmouth